# ماريان شيلدز روبنسون
ماريان شيلدز روبنسون (بالإنجليزية: Marian Shields Robinson)‏ هي أمينة سر أمريكية ووالدة ميشيل أوباما زوجة الرئيس الأمريكي الرابع والأربعين باراك أوباما، ولدت في 30 يوليو 1937 في شيكاغو في الولايات المتحدة.